# Stjepan Bobek
Stjepan Bobek, né le 3 décembre 1923 à Zagreb (Yougoslavie) et mort le 22 août 2010 à Belgrade (Serbie), est un footballeur croate qui jouait pour l'équipe de Yougoslavie dans les années 1940-1950.
Il a été élu meilleur joueur de tous les temps du Partizan de Belgrade. Il a été incinéré et son urne funéraire a été déposée dans l'allée des grands à Belgrade (Serbie).

## Biographie
Avec la Yougoslavie, il a obtenu deux médailles d'argent aux Jeux olympiques de 1948 et 1952 et disputé deux coupes du monde en 1950 et 1954. Avec 38 buts en 63 sélections entre 1946 et 1956, il reste le meilleur buteur de l'histoire de la sélection yougoslave jusqu'au 27 mars 2021, depassé par Aleksandar Mitrović.
Il a joué au Partizan Belgrade de 1945 à 1958 inscrivant 413 buts en 466 matches. En 1995, il a été élu le plus grand joueur du Partizan de tous les temps.
Après sa carrière de joueur, il est devenu entraîneur du Partizan Belgrade remportant 3 Championnat de Yougoslavie mais aussi du Legia Varsovie, de Panathinaïkos, de l'Olympiakos et du Vardar Skopje.
Il meurt le 22 août 2010 à l'âge de 86 ans !!!